# Pauline Nyiramasuhuko
Pauline Nyiramasuhuko (ur. 1946) – była minister ds. rodziny i kobiet Rwandy.
Pauline Nyiramasuhuko urodziła się w małej społeczności wiejskiej z Ndora w prowincji Butare. Uczęszczała do szkoły średniej w Ecole. Tam zaprzyjaźniła się z Agathe Habyarimaną, pracowała jako pracownik socjalny. W 1968 roku wyszła za mąż za Maurice Ntahobali z którym miała czworo dzieci. W 1986 roku studiowała prawo na Uniwersytecie w Rwandzie, potem mianowano ją na stanowisko ministra ds. rodziny i kobiet w rządzie prezydenta Habyarimany. W 1994 w czasie ludobójstwa w Rwandzie kierowała masakrami w prowincji Butare, a jej syn Arsene Shalom Ntahobali brał udział w masowych gwałtach na kobietach Tutsi. Została aresztowana w 1997 roku i przekazana Trybunałowi Międzynarodowemu dla Rwandy, który uznał ją za winną zbrodni przeciwko ludzkości. W dniu 24 czerwca 2011 roku została skazana na dożywocie. Na tę samą karę skazany został jej syn.